# 다산정약용함
다산정약용함(DDG-996)은 대한민국 해군의 5번째 이지스 구축함으로 광개토-III Batch-II의 2번함이다. 2025년 7월중 진수될 예정이다. 

## 역사
2024년 11월 15일, 함명제정위원회에서 조선의 문관, 실학자, 저술가인 정약용를 광개토(KDX)-III 배치-II 사업 '2번함' 명칭으로 쓰기로 결정했다.